# Paul Langerhans

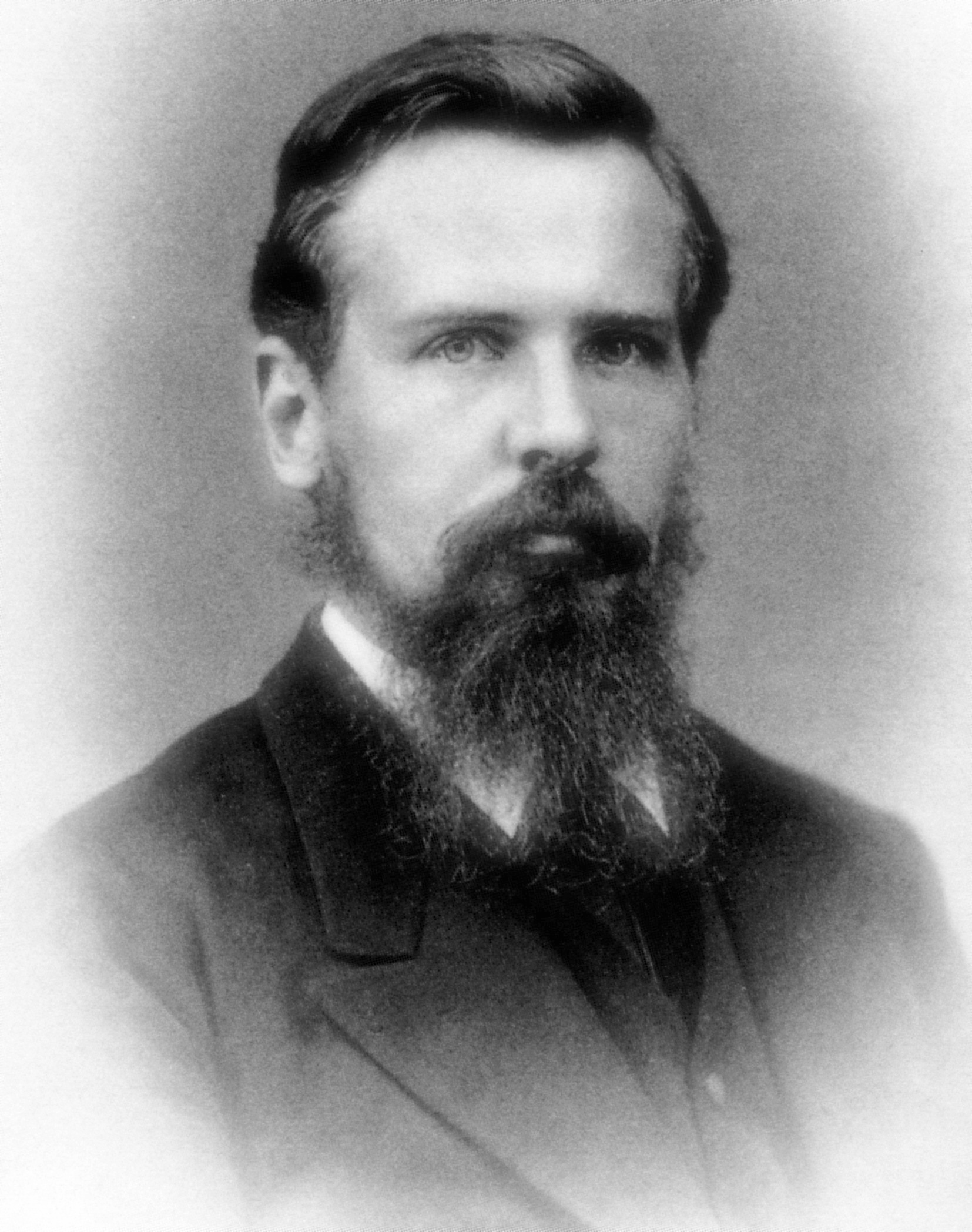
Paul Langerhans năm 1878

Paul Langerhans (25 tháng 7 năm 1847 - 20 tháng 7 năm 1888) là một nhà bệnh lý học, sinh lý học và sinh vật học người Đức, ông nổi tiếng với công trình khám phá ra các tế bào ở tụy tiết ra insulin, được đặt theo tên ông là  Langerhans.

## Thuật ngữ cùng tên
- Đảo Langerhans - Tế bào tuyến tụy bao gồm các tế bào sản xuất insulin. Langerhans phát hiện ra những tế bào này trong quá trình học tiến sĩ tại Viện Bệnh học Berlin vào năm 1869.[1]
- Tế bào Langerhans - Tế bào da liên quan đến phản ứng miễn dịch và đôi khi chứa các hạt Langerhans. Năm 1868, Langerhans sử dụng kỹ thuật do Julius Friedrich Cohnheim dạy cho ông để nhuộm một mẫu da người bằng  chloride vàng và xác định các tế bào mang tên ông. Do vẻ ngoài, ông nghĩ rằng chúng là các tế bào thần kinh. Tuy nhiên, chúng là tế bào đuôi gai.
- Lớp Langerhans - Trong cùng một bài báo mà ông mô tả các tế bào Langerhans (tế bào đuôi gai), ông đã mô tả các tế bào dạng hạt nằm ở phần bên ngoài của lớp Malpighian của biểu bì, lớp granulosum còn được gọi là Lớp Langerhans.
- Langerin - CD207, langerin (Cluster of Otheriation 207) là một protein ở người được mã hóa bởi gen CD207. Nó xuất hiện ở hạt Birbeck của tế bào Langerhans.

## Cuộc sống ban đầu

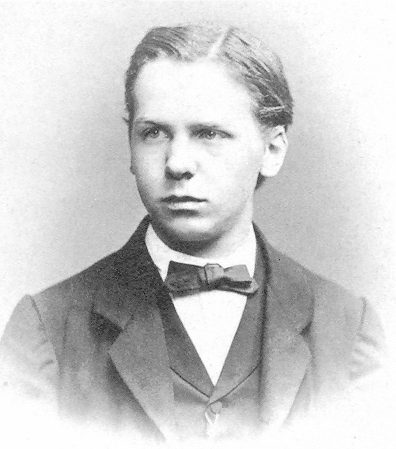
Langerhans khi còn là sinh viên

Langerhans sinh ra ở Berlin vào ngày 25 tháng 7 năm 1847, là con của một bác sĩ. Ông đã nhập học ở ngôi trường nổi tiếng Grauen Kloster. Do thành tích xuất sắc của mình, ông đã được miễn kỳ thi vấn đáp cuối cùng. Ông bắt đầu nghiên cứu y khoa tại Đại học Jena và hoàn thành ở Berlin.

## Đóng góp khoa học
Vào tháng 2 năm 1869, ông trình bày một luận án có tựa đề "Những đóng góp giải phẫu vi thể của tuyến tụy ", trong đó ông đề cập đến các đảo của các tế bào ở tuyến, nhuộm màu khác với các mô xung quanh. Ông nhận thấy rằng những khu vực này có phân bố dây thần kinh phong phú, nhưng ông không rõ nó có chức năng gì, ngoại trừ giả thuyết rằng chúng có thể là hạch bạch huyết.
Một năm trước, khi còn là sinh viên đại học, ông đã phân tích tế bào biểu bì da trong một cuộc thi ở Đại học Berlin. Các tế bào da phân nhánh giống tế bào thần kinh, được mô tả trong bài báo của ông có tựa đề "Trên các dây thần kinh của da người", vẫn là một bí ẩn trong hơn một thế kỷ trước khi chức năng miễn dịch và tầm quan trọng của nó được công nhận.

## Sự nghiệp ban đầu và bệnh tật
Sau khi tốt nghiệp, ông đi cùng nhà địa lý học Richard Kiepert đến Syria, Palestine và miền tây Jordan, nhưng trở về châu Âu khi Chiến tranh Pháp-Phổ bùng nổ và sau đó phục vụ trong một đơn vị cứu thương ở Pháp. Năm 1871, Rudolf Virchow đã sắp xếp một vị trí cho ông làm giám khảo giải phẫu bệnh học tại Đại học Freiburg, và trong vòng hai năm, ông trở thành giáo sư chính thức. Chính thời gian đó vào năm 1874, ông đã mắc bệnh lao, rất có thể là do công việc của ông trong phòng mổ xẻ. Để tìm cách chữa trị, ông đến Naples, Palermo, đảo Capri, và trải qua các đợt điều trị tại Davos và Silvaplana ở Thụy Sĩ, nhưng tất cả đều vô ích: ông buộc phải nộp đơn xin ra khỏi trường đại học.

## Madeira và hôn nhân
Vào tháng 10 năm 1875, ông đến Funchal, đảo Madeira, ông hồi phục sức khoẻ một phần và bắt đầu sự nghiệp mới không mệt mỏi. Ông bắt đầu nghiên cứu về giun biển, thường xuyên đi xuống bến cảng để vớt lưới của ngư dân. Các ấn phẩm mô tả và phân loại động vật không xương sống ở biển của ông xứng đáng được xếp hạng là đóng góp thứ ba của ông cho khoa học. Năm 1887, ông đã thuyết trình về những chủ đề này cho Học viện Hoàng gia ở Berlin.
Ông làm bác sĩ ở Funchal, điều trị hầu hết cho những người mắc bệnh lao và xuất bản các bài báo khoa học về tình trạng bệnh trong kho lưu trữ của Virchow. Chưa hài lòng, ông viết tiếp một cuốn sổ tay dành cho khách du lịch đến đảo và theo đuổi nghiên cứu về khí tượng học.
Năm 1885, ông kết hôn với Margarethe Ebart, một góa phụ cũng là bệnh nhân của ông. Họ làm đám cưới ở Berlin, ông gặp cha, chị gái và hai anh trai của mình lần cuối. Đôi vợ chồng mới cưới đã thuê Quinta Lambert, được mệnh danh là biệt thự đẹp nhất ở Funchal và hiện là Dinh thự chính thức của Chủ tịch Chính quyền ở đây ngày nay. Theo lời người vợ, " đó là ba năm hạnh phúc không thể diễn tả được".

## Qua đời
Vào mùa thu năm 1887, bệnh suy thận tiến triển khiến công việc của ông chấm dứt. Ông bị phù chân, đau đầu tê liệt và mất trí nhớ ngắn hạn. Đôi khi lúc nói chuyện ông bị dừng lại giữa câu và không thể nói tiếp được. Ông qua đời vì bệnh tăng ure huyết (uraemia) vào ngày 20 tháng 7 năm 1888, năm ngày trước sinh nhật lần thứ 41 của mình. Ông được chôn cất tại Nghĩa trang Funchal của Anh trên Madeira, nơi ông chọn, ông nói đó là "nghĩa địa thực sự, biệt lập và yên tĩnh, một nơi tốt để yên nghỉ."